# Tod auf der Insel
Tod auf der Insel ist ein deutscher Fernsehfilm aus dem Jahr 2015 nach dem Roman Inselblut von Bent Ohle. Regie in dem für das ZDF produzierten Krimidrama führte Nicolai Rohde, die Hauptrolle spielte Lisa Martinek.

## Handlung
Georg Bohn reist mit seiner Frau und Tochter im Sommerurlaub auf die Nordseeinsel Föhr. Die Betreiberin der des Inselhotels bemerkt sogleich, dass die Beziehung der beiden sehr angespannt ist. Ihre Tochter, Katharina Venner, die auch auf der Insel lebt, findet sofort Kontakt und eine Art Vertrautheit zu Annika Bohn. Beiden ist eine gewisse Traurigkeit anzumerken und Katharina kann sich gut in Annika hineinversetzen, da auch ihr Ehe gerade in einer tiefen Krise steckt. Ihr Mann Nils hat sie vor kurzem verlassen und auch ihr fast erwachsener Sohn ist zu einem Freund gezogen, weil er die familiäre Situation nicht mehr ertragen konnte. Katharina lenkt sich daher am besten mit Arbeit ab und übernimmt, obwohl sie eigentlich frei hat, eine Sonderschicht auf dem Seenotretterschiff, das nach einer vermissten Urlauberin suchen soll. Ausgerechnet Annika ist verschwunden und wird nun tot aus dem Meer gefischt. Schnell ist klar, dass sie einem Mord zum Opfer fiel. Deshalb wird Finn Hartung von der zuständigen Polizeidienststelle Husum auf die Insel geschickt, um den Fall zu übernehmen. Er findet schon bald heraus, dass es zwischen den Bohns Spannungen gab, aber auch dass Annika sehr kontaktfreudig war. So hatte sie am Vorabend, den sie mit ihrem Mann in der Inselgaststätte verbracht hat, mit vielen Männern geflirtet, unter anderem auch mit Nils Venner, der als letzter die Gaststätte ziemlich betrunken verlassen hatte. Es gibt Hinweise darauf, dass sich Nils zwei Stunden vor Annikas Tod am Strand mit ihr amüsiert hatte. Er selber kann sich jedoch an nichts mehr erinnern.
Als die Polizei Nils als Hauptverdächtigen vernimmt, wird Katharina zunehmend nachdenklich, denn sie kann sich nicht vorstellen, dass der Mann ein Mörder sein soll, mit dem sie die letzten Jahre verbracht hat. Sie ist von seiner Unschuld überzeugt und beginnt auf eigene Faust zu ermitteln. Sie verdächtigt Annikas Mann, den sie als recht schroff und eifersüchtig kennengelernt hat. Doch Georg Bohn verlässt nun die Insel wieder und fährt mit seiner Tochter nach Hamburg zurück. Katharina fährt ihm nach, da sie sich von ihm eine Spur zur Lösung des Falls erhofft. Damit soll sie recht behalten, denn der tieftraurige Georg Bohn, hat nun erst begriffen, was er an seiner Frau, die er so oft schlecht behandelte, verloren hat. So erzählt er Katharina von Annika. Sie sei als Säugling anonym auf den Stufen eines katholischen Kinderheims abgelegt worden. Gerade vor ein paar Monaten wäre sie noch einmal dort gewesen. Das hätte er von einer Schwester auf der Beerdigung erfahren, die sich damals besonders um Annika gekümmert hätte. Sie hatte sogar die Tragetasche aufbewahrt, in der sie gefunden wurde. Die trägt den Aufdruck „Föhr“, was für Annika der Grund war, dorthin in Urlaub zu fahren. Sie hoffte, vielleicht denjenigen zu finden, der sie abgegeben hatte.
Katharina wendet sich in Husum an den Kommissar, ob er dieser Geschichte nicht nachgehen will, doch Hartung zeigt nicht allzu viel Interesse. Angeblich hätte ihm Bohn schon davon erzählt, aber seine Recherchen in diese Richtung hätten nichts ergeben. Wieder auf Föhr befragt Katharina ihre Mutter, ob sie sich nicht erinnern könne, dass jemand von der Insel sein Kind in Hamburg abgegeben hätte. Anstatt ihr diese Frage direkt zu beantworten, macht sie ihr plötzlich das Geständnis: Ihr Mann sei nicht ihr Vater, sondern sie hätte damals eine kurze Affäre mit dessen besten Freund Karl Hansen gehabt. Kurze Zeit später wäre sie erneut schwanger gewesen, aber das Kind wäre bei der Geburt gestorben. Katharina ahnt, dass das nicht stimmt, und befragt ihren biologischen Vater. Karl erklärt, dass Hauke Petersen das Kind nicht wollte. Bei einer Leistenoperation war zu Tage gekommen, dass Hauke zeugungsunfähig ist, und deshalb hätte er das Kind zu ihm gebracht und seine Frau belogen. Für Karl kam das so überraschend, dass er sich keinen anderen Rat wusste, als das Baby wegzugeben. Als Annika mit ihrer Familie zu ihm in die Kneipe kam, hätte er sofort gewusst, wer sie war, denn ihre Tochter hatte genauso eine kleine Plüschgiraffe, wie er sie damals mit in die Tasche gelegt hätte. Darüber hätte er auch mit Hauke gesprochen, der von der ganzen Angelegenheit nicht hören wollte.
Katharina ahnt, dass ihr Vater Hauke etwas mit Annikas Verschwinden zu tun haben muss, denn sie weiß, dass er in der Tatnacht am Strand gewesen war. Sie informiert Kommissar Hartung und bittet ihn auf die Insel. Er befragt Katharinas Vater zu den Ereignissen und dieser räumt ein, mit Annika in Streit geraten zu sein, nachdem er ihr gesagt hätte, dass er wüsste, wer sie wäre. Sie sei auf einen Stein gestürzt und weil er meinte, dass ihm das keiner glauben würde, hätte er sie ins Meer geschafft.
Katharina und Nils finden durch diese dramatischen Ereignisse wieder zueinander und auch ihr Sohn kommt wieder zurück nach Hause. Allen hat das Beispiel von Georg und Annika gezeigt, wie zerbrechlich das Leben ist.

## Hintergrund
Tod auf der Insel wurde unter dem Arbeitstitel Inselblut – Die Tote am Strand vom 17. September 2014 bis zum 22. Oktober 2014 gedreht. Für den Film zeichnete die Relevant-Film GmbH verantwortlich.

## Rezeption

### Einschaltquote
Die Erstausstrahlung von Tod auf der Insel am 21. September 2015 wurde in Deutschland von 5,55 Millionen Zuschauern gesehen und erreichte einen Marktanteil von 18,1 Prozent für das ZDF.

### Kritiken
Rainer Tittelbach von Tittelbach.tv schrieb: „Obwohl das Muster, Heldin kämpft für einen geliebten Menschen, nicht gerade neu ist, vermag Martineks Figur den Zuschauer mitzunehmen auf diese tragische Inseltour. Das stark gespielte, etwas überkonstruierte Krimidrama fesselt durch den effektiven Mix von spannend-emotionaler Handlung & präziser Inszenierung.“ „Bereits die ersten Bilder […] machen es deutlich. Hier braut sich was zusammen. Auch Bildgestalter Hannes Hubach nimmt es wörtlich – und erzeugt von der ersten Minute an eine Atmosphäre, die diesen ZDF-Fernsehfilm weit über die […] so typischen Rätselspiel(film)e […] herausragen lässt.“
Für die Kritiker der Fernsehzeitschrift TV Spielfilm war Tod auf der Insel „mehr Ebbe als Flut, eher seicht als tief“. Sie finden, „keinen Moment hat man das Gefühl, in eine stimmige Geschichte einzutauchen. Obwohl, nein, das stimmt nicht: Der letzte Schrei des Films ist ein berührender Moment – aber da ist es für unser Mitfiebern schon viel zu spät“.
Heike Hupertz von der FAZ meinte: „Um das Schweigen am falschen Platz und zur falschen Zeit dreht sich die Auflösung der Geschichte, um einen Betrug, der Familien zerstört hat und um Lebenslügen, die noch nach Jahrzehnten tödlich wirken. Lisa Martineks privat forschende Figur gewinnt als Widerpart zum blassen Kommissar zunehmend an Präsenz. Der Film (Regie Nicolai Rohde) stellt Blicke ins Zentrum und baut seine Aussagen auf die exquisite Kameraarbeit von Hannes Hubach.“
Tilmann P. Gangloff wertete für Kino.de: „Schade nur, dass ausgerechnet Katharinas Eltern (Ruth Reinecke, Rüdiger Vogler) wie typische Fernsehgestalten wirken, deren Auftritte stets etwas theatralisch sind. Dabei haben sie ebenso großen Anteil an der ganzen Wahrheit, die ihre Tochter schließlich dank ihrer hartnäckigen Nachfragen zutage fördert, wie ihr väterlicher Freund, der Kneipenbesitzer Karl (Jürgen Heinrich). Trotz der namhaften Besetzung ist ohnehin Föhr der Star des Films.“